# Ђула Партош
Ђула Партош (мађ. Pártos Gyula; Апатин, 17. август 1845 - Будимпешта, 22. децембар 1916) био је мађарски архитекта. Заједно са Еденом Лехнером пројектовао многе зграде у стилу сецесије у Мађарској на прелазу из 19. у 20. век.
Ђула Патош је рођен у Апатину, 11. септембра 1845. године, под именом Јулије Пунцман (због актуелне мађаризације мења име и презиме, 1875. године).
По завршетку Гимназије у Великом Бечкереку (данас Зрењанин), провео је три године на пракси у грађевиском бироу апатинског архитекте Фердинанда Фишера (син чувеног апатинског градитеља оргуља Кашпара Фишера).

## Каријера
На почетку каријере студирао је код Антала Скалницког, а дипломирао у Берлину 1870. После овога успоставља сарадњу са Лехнером, која се завршила 1896. године, након пројектовања зграде Музеја примењених уметности у Будимпешти. Радећи независно прима поруџбине из престонице, као и из Ђера и Цегледа. Тада се више стилски окреће ка историцизму.

## Дела
- 1882 Градска кућа у Сегедину, заједно са Еденом Лехнером
- 1882-1884 Зграда пензионера Мађарске железнице (MÁV Nyugdíjintézet bérháza) у Будимпешти, заједно са Еденом Лехнером
- 1885-1886 Градска кућа у Зрењанину, заједно са Еденом Лехнером
- 1890 Гимназија у Сремским Карловцима, заједно са Еденом Лехнером
- 1893 Градска кућа у Кечкемету
- 1900 Краљевска школа механике и часовничарства у Будимпешти
- 1905 Зграда „Црни орао“ у Ходмезевашархељу